# Volvent
Volvent est une commune française située dans le département de la Drôme en région Auvergne-Rhône-Alpes.

## Géographie

### Localisation
Volvent est située à 14 km au nord de La Motte-Chalancon.

### Relief et géologie
Environnement montagneux.

### Hydrographie
La commune est arrosée par le ruisseau de Volvent. Il a sa source sur la commune de Chalancon, sépare celles de Volvent et de Saint-Nazaire-le-Désert et se jette dans le ruisseau de Brette (sur la commune du même nom).

### Climat
Pour des articles plus généraux, voir Climat d'Auvergne-Rhône-Alpes et Climat de la Drôme.
En 2010, le climat de la commune est de type climat méditerranéen altéré, selon une étude du Centre national de la recherche scientifique s'appuyant sur une série de données couvrant la période 1971-2000. En 2020, Météo-France publie une typologie des climats de la France métropolitaine dans laquelle la commune est exposée à un climat de montagne ou de marges de montagne et est dans la région climatique Alpes du sud, caractérisée par une pluviométrie annuelle de 850 à 1 000 mm, minimale en été.
Pour la période 1971-2000, la température annuelle moyenne est de 9,9 °C, avec une amplitude thermique annuelle de 16,6 °C. Le cumul annuel moyen de précipitations est de 1 005 mm, avec 8,8 jours de précipitations en janvier et 5,2 jours en juillet. Pour la période 1991-2020, la température moyenne annuelle observée sur la station météorologique de Météo-France la plus proche, « Saint-Nazaire-le-Désert », sur la commune de Saint-Nazaire-le-Désert à 6 km à vol d'oiseau, est de 10,5 °C et le cumul annuel moyen de précipitations est de 1 011,8 mm,. Pour l'avenir, les paramètres climatiques de la commune estimés pour 2050 selon différents scénarios d'émission de gaz à effet de serre sont consultables sur un site dédié publié par Météo-France en novembre 2022.

### Voies de communication et transports
On accède à la commune par le col des Roustans.

## Urbanisme

### Typologie
Au 1er janvier 2024, Volvent est catégorisée commune rurale à habitat très dispersé, selon la nouvelle grille communale de densité à 7 niveaux définie par l'Insee en 2022.
Elle est située hors unité urbaine et hors attraction des villes,.

### Occupation des sols

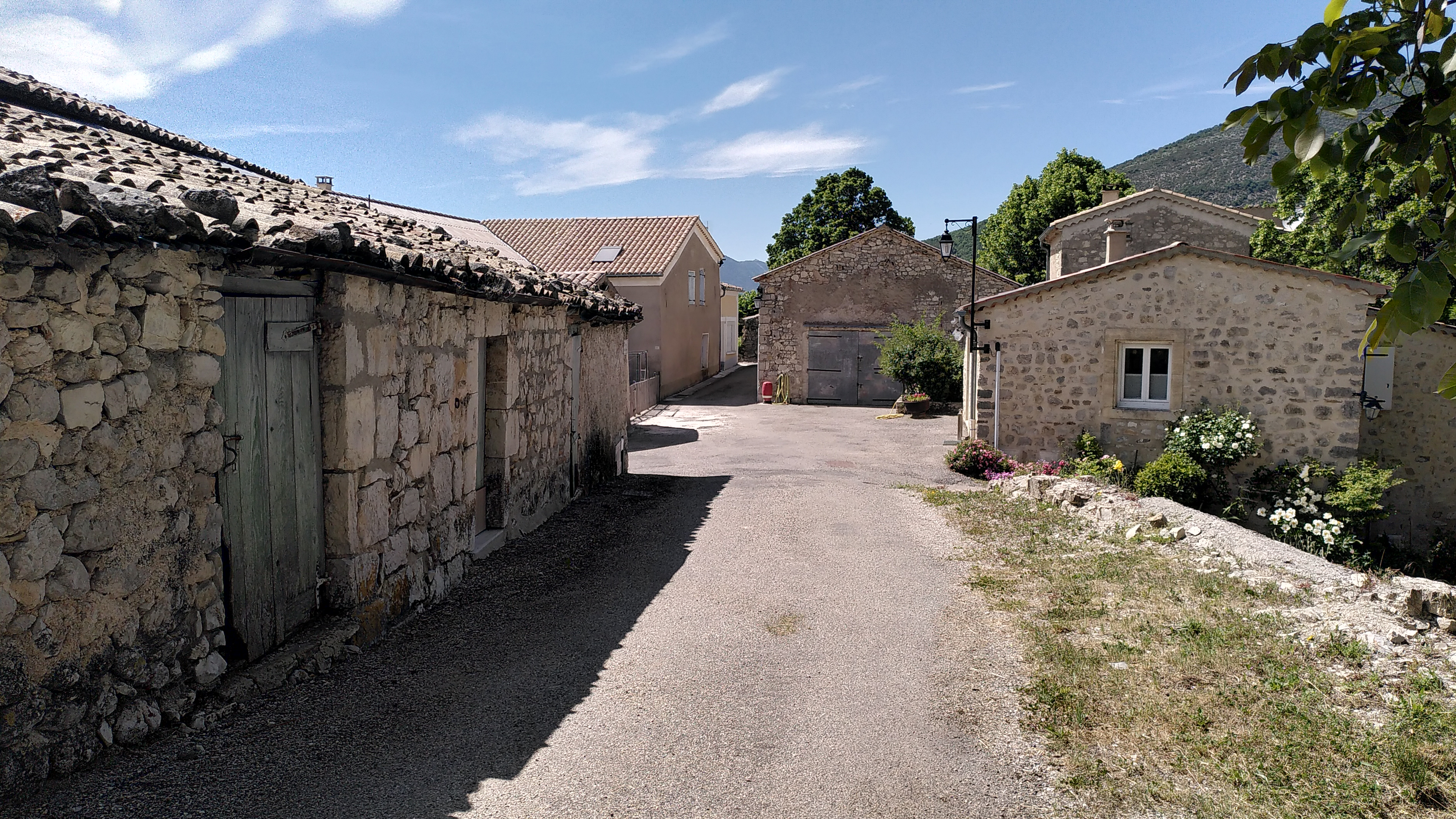
Rue de l'Alambic.

L'occupation des sols de la commune, telle qu'elle ressort de la base de données européenne d’occupation biophysique des sols Corine Land Cover (CLC), est marquée par l'importance des forêts et milieux semi-naturels (89,7 % en 2018), une proportion identique à celle de 1990 (89,7 %). La répartition détaillée en 2018 est la suivante : 
milieux à végétation arbustive et/ou herbacée (61,4 %), forêts (28,2 %), zones agricoles hétérogènes (5,3 %), prairies (5,1 %). L'évolution de l’occupation des sols de la commune et de ses infrastructures peut être observée sur les différentes représentations cartographiques du territoire : la carte de Cassini (XVIIIe siècle), la carte d'état-major (1820-1866) et les cartes ou photos aériennes de l'IGN pour la période actuelle (1950 à aujourd'hui).

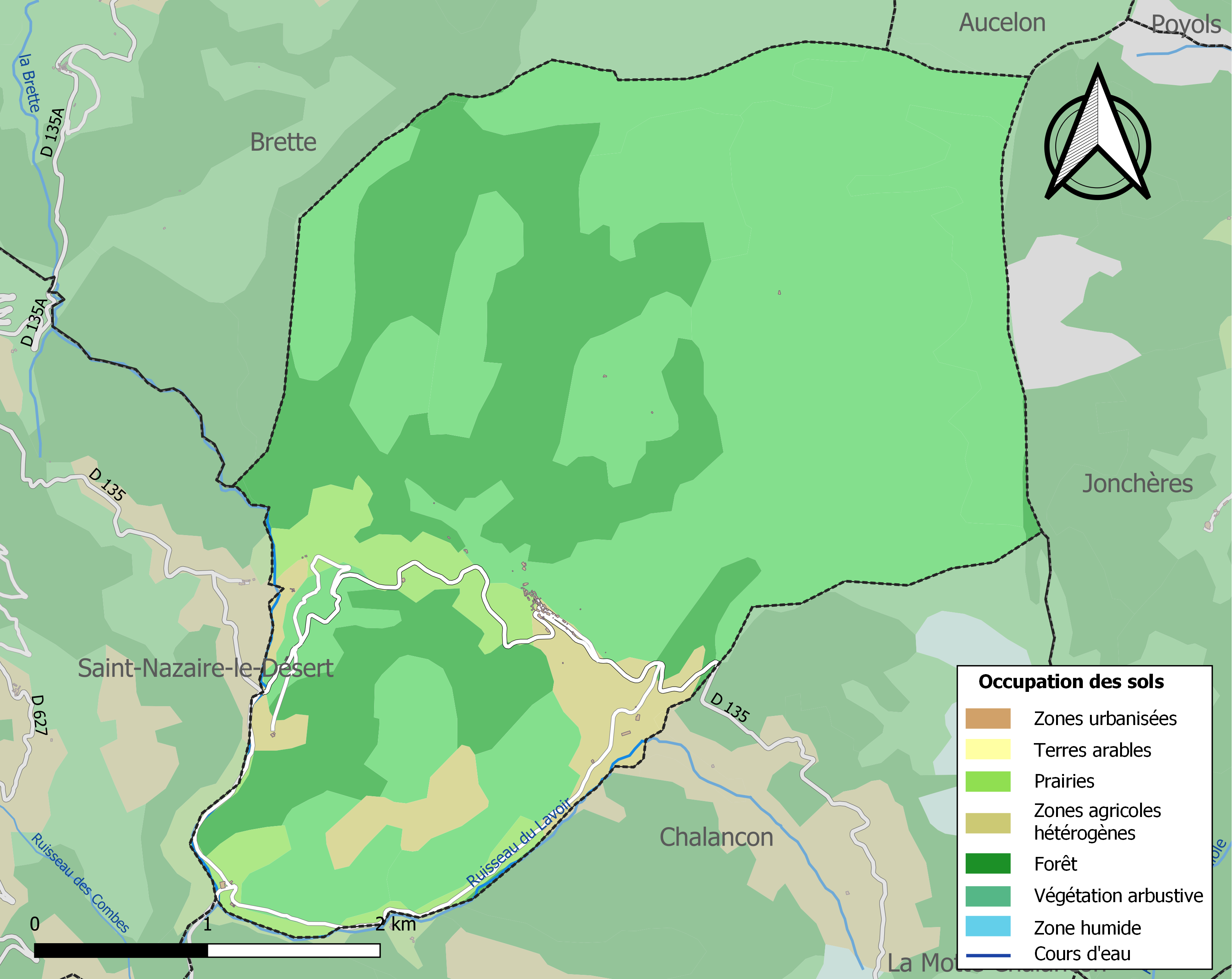
Carte des infrastructures et de l'occupation des sols de la commune en 2018 (CLC).

### Morphologie urbaine
Village ancien en arc de cercle sur un replat.

## Toponymie

### Attestations
Dictionnaire topographique du département de la Drôme :
- 1080 : mention de l'église du prieuré : ecclesia de Volvenco (répertoire de Saint-Ruf, 86) (cité par Dauzat et Rostaing[15]).
- 1128 : capellania de Volvento (J. Chevalier, Hist. de Die, I, 440)  (cité par Dauzat et Rostaing[15]).
- 1158 : mention du prieuré : prioratus de Volvento (répertoire de Saint-Ruf, 91).
- 1509 : mention de l'église paroissiale Notre-Dame-de-l'Olme : ecclesia parrochialis Beate Marie de Volvento (visites épiscopales).
- 1533 : Vouvend (archives de la Drôme, E 2230).
- 1665 : Vauvent (Sibeud, notaire à Crest).
- XVIIIe siècle : Volevent (Carte de Cassini).
- 1777 : Vaulvent (ét. de sect.).
- 1891 : Volvent, commune du canton de la Motte-Chalancon.

### Étymologie
Le linguiste Xavier Delamarre propose un composé d'origine gauloise *Volo-vento signifiant « l'abattoir d'en-bas » ou « l'aire de sacrifice inférieure » (*volo- signifiant « en-bas, inférieur » et *-venton « abattoir ou aire de sacrifice »).
Pour Jean-Claude Bouvier, le nom viendrait d'un nom de personne germanique, Wolvingus.

## Histoire

### Du Moyen Âge à la Révolution
La seigneurie :
- au point de vue féodal, Volvent était une terre (ou seigneurie) du fief des évêques de Die ;
- anciennement possédée par les Artaud de Montauban (encore seigneur au début du XVIIe siècle ;
- vers 1703 : elle est acquise par les Bernard, derniers seigneurs.

Avant 1790, Volvent était une communauté de l'élection de Montélimar, de la subdélégation de Crest et du bailliage de Die.
Elle formait une paroisse du diocèse de Die dont l'église, sous le vocable de Notre-Dame de l'Olme, était celle d'un prieuré de l'ordre de Saint-Augustin (congrégation de Saint-Ruf) et dont les dîmes appartenaient au prieur qui présentait à la cure.

### De la Révolution à nos jours
En 1790, la commune est comprise dans le canton de Saint-Nazaire-le-Désert. La réorganisation de l'an VIII (1799-1800) la place dans celui de la Motte-Chalancon.

## Politique et administration

### Liste des maires
| Période                                  | Période                      | Identité                          | Étiquette | Qualité                      |
| ---------------------------------------- | ---------------------------- | --------------------------------- | --------- | ---------------------------- |
| Les données manquantes sont à compléter. |                              |                                   |           |                              |
| 2001                                     | 2008                         | Charles Brès                      | DVG       | retraité (fonction publique) |
| 2008                                     | 2014                         | Charles Brès                      |           | maire sortant                |
| 2014                                     | 2020                         | Charles Brès                      |           | maire sortant                |
| 2020                                     | En cours (au 4 janvier 2021) | Charles Brès[source insuffisante] |           | maire sortant                |

## Population et société

### Démographie
L'évolution du nombre d'habitants est connue à travers les recensements de la population effectués dans la commune depuis 1793. Pour les communes de moins de 10 000 habitants, une enquête de recensement portant sur toute la population est réalisée tous les cinq ans, les populations de référence des années intermédiaires étant quant à elles estimées par interpolation ou extrapolation. Pour la commune, le premier recensement exhaustif entrant dans le cadre du nouveau dispositif a été réalisé en 2007.

En 2022, la commune comptait 36 habitants, en évolution de +5,88 % par rapport à 2016 (Drôme : +2,64 %, France hors Mayotte : +2,11 %).
| 1793 | 1800 | 1806 | 1821 | 1831 | 1836 | 1841 | 1846 | 1851 |
| ---- | ---- | ---- | ---- | ---- | ---- | ---- | ---- | ---- |
| 341  | 317  | 383  | 343  | 421  | 404  | 362  | 327  | 335  |

| 1856 | 1861 | 1866 | 1872 | 1876 | 1881 | 1886 | 1891 | 1896 |
| ---- | ---- | ---- | ---- | ---- | ---- | ---- | ---- | ---- |
| 316  | 301  | 286  | 288  | 261  | 286  | 275  | 272  | 240  |

| 1901 | 1906 | 1911 | 1921 | 1926 | 1931 | 1936 | 1946 | 1954 |
| ---- | ---- | ---- | ---- | ---- | ---- | ---- | ---- | ---- |
| 217  | 201  | 178  | 133  | 110  | 105  | 74   | 67   | 84   |

| 1962 | 1968 | 1975 | 1982 | 1990 | 1999 | 2006 | 2007 | 2012 |
| ---- | ---- | ---- | ---- | ---- | ---- | ---- | ---- | ---- |
| 49   | 39   | 30   | 24   | 23   | 26   | 41   | 43   | 35   |

| 2017 | 2022 | - | - | - | - | - | - | - |
| ---- | ---- | - | - | - | - | - | - | - |
| 33   | 36   | - | - | - | - | - | - | - |

### Enseignement
La commune relève de l'académie de Grenoble.

### Manifestations culturelles et festivités
- Fêtes patronales : les troisième dimanche de mai et premier dimanche d'octobre[1].

### Médias
Le territoire de la commune se situe dans l'aire de diffusion de plusieurs médias :
- Presse écrite
  - Le Dauphiné libéré, quotidien régional qui consacre, chaque jour, y compris le dimanche, dans son édition de « La vallée de la Drôme » un ou plusieurs articles à l'actualité du canton et de la commune, ainsi que des informations sur les éventuelles manifestations locales, les travaux routiers, et autres événements divers à caractère local.
  - L'Agriculture Drômoise, journal d'informations agricoles et rurales, couvre l'ensemble du département de la Drôme.
  - Drôme Hebdo (ancien Peuple Libre), hebdomadaire chrétien d'informations.
- Presse audio-visuelle
  - France Bleu est une radio publique diffusée sur son territoire.

## Économie

### Agriculture
En 1992 : bois, lavande (distillerie), pâturages (ovins), apiculture (miel).
- Produits locaux : fromage Picodon[1].

## Culture locale et patrimoine

### Lieux et monuments
- Château Vieux : emplacement du castrum médiéval[réf. nécessaire].
- Église Notre-Dame-de-la-Nativité de Volvent[1].
- Garage Automobile VolventPerformance

### Héraldique, logotype et devise
|  | Volvent possède des armoiries dont l'origine et le blasonnement exact ne sont pas disponibles. |